# Макітра (заказник)
Макі́тра — ботанічний заказник місцевого значення в Україні.

## Розташування
Розташований у межах Бродівського району Львівської області, між селами Гаї-Дітковецькі, Бучина і Суховоля, що на південний схід від міста Броди.

## Опис
Площа 16 га. Створений у 1931 році (спершу на території 4,02 га) з метою охорони і збереження осередка степової рослинності волинського типу на північній межі її поширення. 
На даний час заказник переданий під охорону Гаї-дітковецької сільської ради.  
Входить до складу Національного природного парку «Північне Поділля». 
Ще в кінці XX ст. на північно-західному схилі гори Макітра витікало джерело. Сьогодні джерело заросло і замутилось. Залишилась лише назва — урочище Кринички. 
Територія заказника охоплює схили гори Макітра (343,6 м), що в північній частині низькогірного пасма Вороняки. Здалеку на тлі рівнинної місцевості профіль гори нагадує перевернуту макітру. Гора складена з вапняків, які добре розчиняються. Утворюються порожнини, які поступово заповнюються водою. Таким підземним руслом вода рухається на північний захід і через 5 км виходить у карстовій западині, озері Калдуб. 

## Природа
Зростає 17 рослин, занесених до Червоної книги України, та 33 види, що підлягають охороні на регіональному рівні. 
На горі Макітрі було вперше знайдено та описано кострицю макітрянську. 
Охороняється осередок рідкісної степової рослинності волинського типу на північній частині її поширення. Тут зростає велика кількість квітів, лікарських рослин, різних видів трав, зокрема видів, занесених до Червоної книги України — сон великий, зозулинець шоломоносний, первоцвіт весняний, вовчі ягоди пахучі, любка дволиста. 

## Галерея

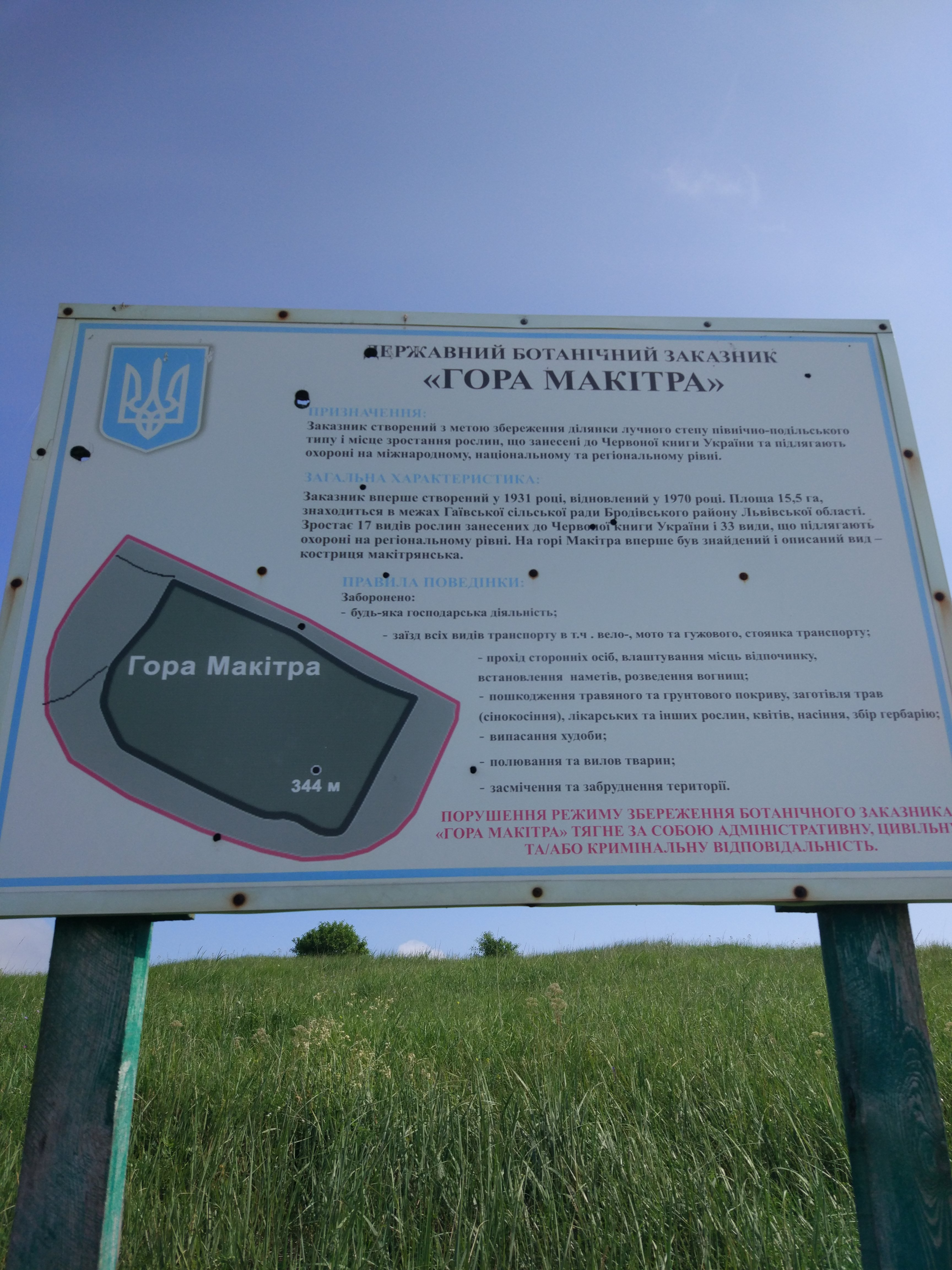
Інформаційна таблиця
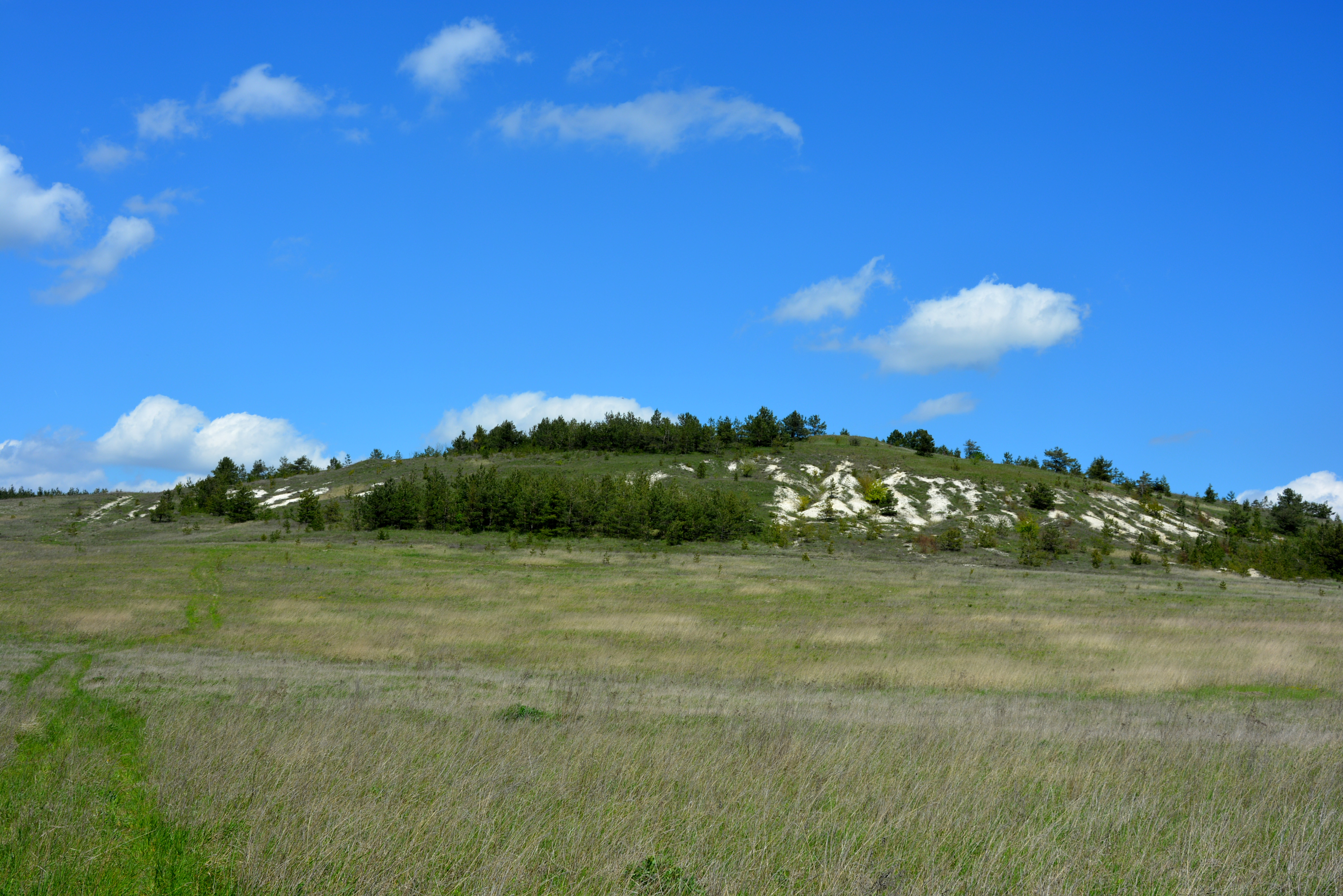
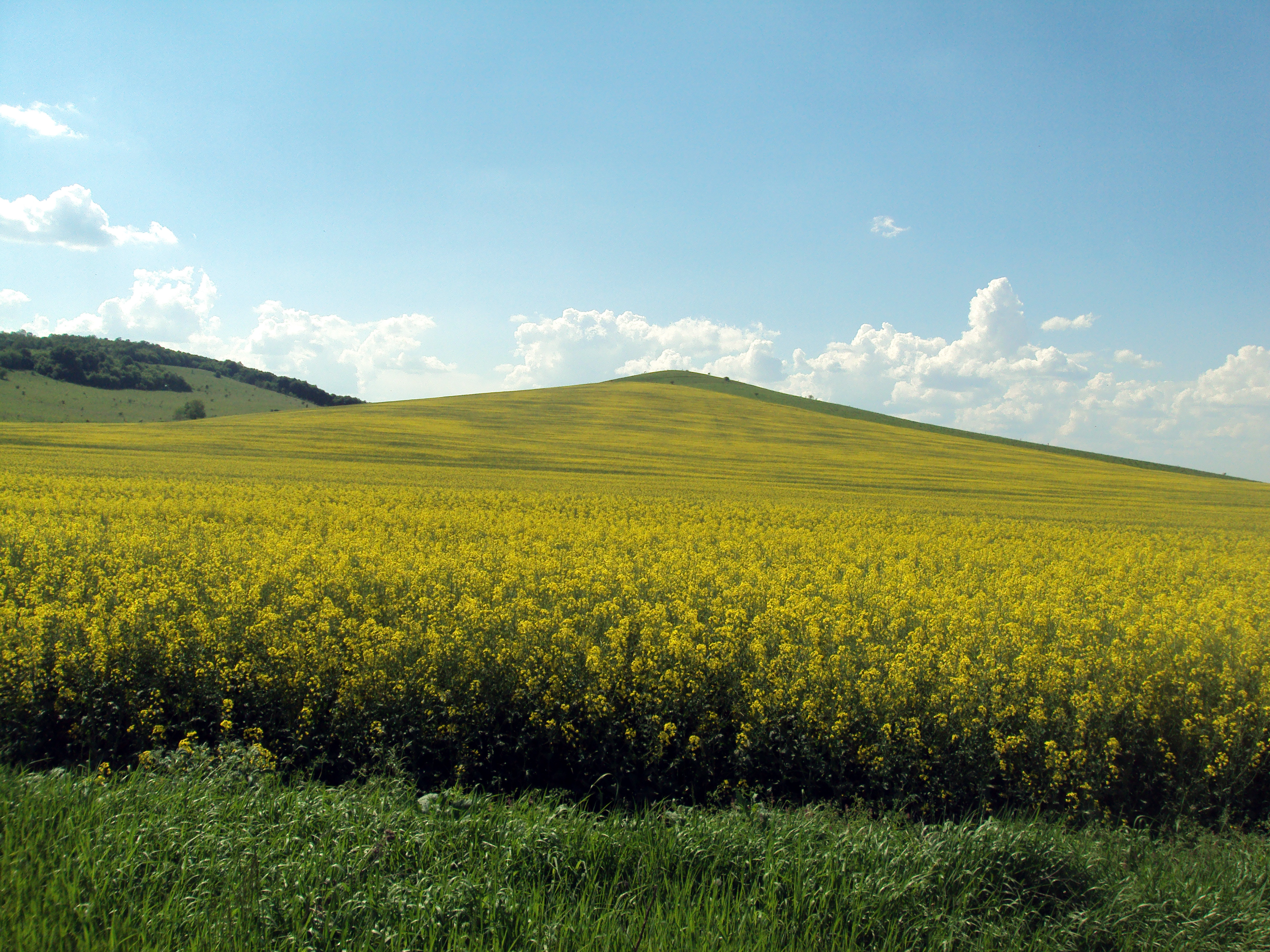
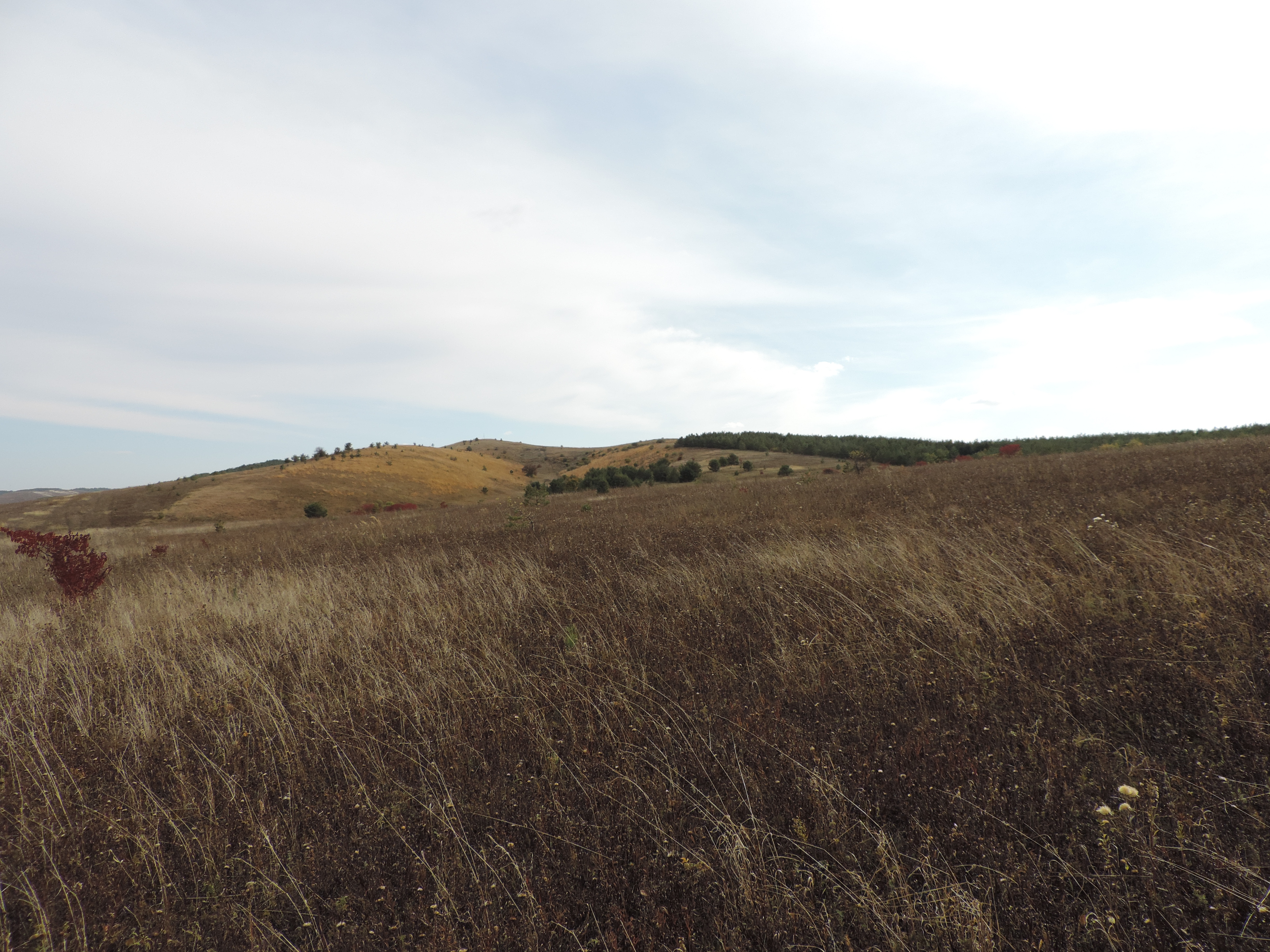
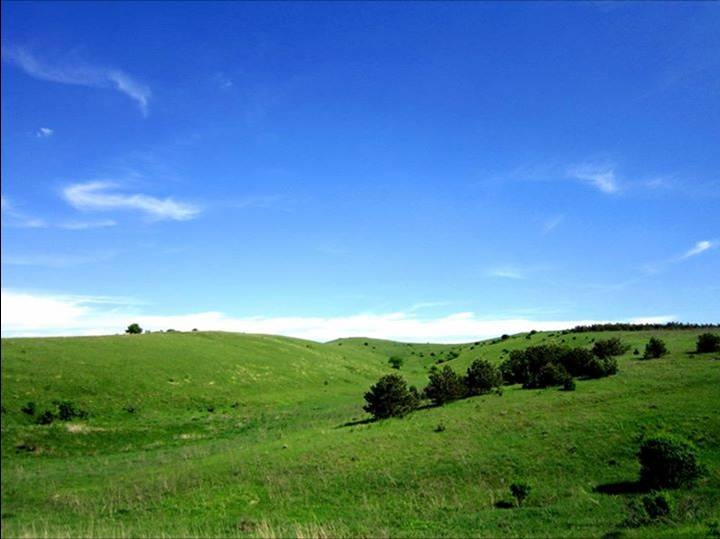